# Айзък Сингер
Айзък Сингер (на английски: Isaac Merritt Singer, * 27 октомври, 1811 в Питстаун, Ню Йорк, † 23 юли 1875 в Пейнтон, Великобритания) е американски индустриалец и изобретател. Той допринася за развитието на шевната машина.

## Биография
Сингер е син на мелничаря Адам Райзингер. През 1853 той казва, че родителите му са от немски произход и през 1803 г. те се преселват от Пфалц в САЩ. На дванадесет години Сингер напуска дома си, заради мащехата му. Той отива в Рочестер и работи при строежа на канали. На 19 години започва да учи за механик в една работилница, но напуска след четири месеца и се включва в група от артисти. През 1830 г. Сингер се жени за Catherine Maria Haley, с която има две деца. Семейството се премества в Ню Йорк Сити. През 1836 г. Айзък Сингер става агент за турнета на артисти. В Балтимор той се запознава с Mary Ann Sponsler. С нея той живее през следващите 24 години и има десет деца. През следващите две години Сингер живее сам в Чикаго, където работи като механик при строежа на каналите Illinois & Michigan.
Първият патент на Сингер е през 1839 г. за каменна бормашина. Той го продава за 2000 американски долари на I&M – строителна фирма за канали. За пръв път той има пари и основава групата „Merrit Players“, с която пътува като изпълнител из щата Охайо.
През 1844 г. Сингер се установява във Фредериксбург и работи в дърводелска работилница. През 1846 г. си отваря собствена дърводелска работилница. Тук развива своята „машина за рязане на дърво и метал“ и я патентова на 10 април 1849 г. През 1850 г. се връща в Ню Йорк. Помага в усъвършенстването на шивашката машина на Фелпс и двамата, финансирани от Г. Б. Циебер, основават фирмата Сингер (I.M. Singer & Company). През 1851 г. към тях се присъединява нюйоркският адвокат Едуард Кларк.
I.M. Singer & Company скоро става най-големият производител на шевни машини в света. Десет години по-късно Айзък Сингер е милионер. Купува си къща на Пето авеню.
През 1860 г. се развежда с първата си съпруга. Той е баща на 18 деца от четири жени. След разкритията на пресата Сингер бяга в Европа, първо в Лондон, по-късно в Брюксел и Париж. През 1863 г. той се жени за Isabelle Eugenie Summerville, родена Boyer, с която се е запознал в Париж, и с която имат шест деца.
Сингер оставя над 14 милиона долара и две завещания. Неговата съпруга, Isabella Eugenie Boyer, е модел за нюйоркската Статуя на Свободата.